# Ekkehard Schalich
Ekkehard Schalich (* 23. Oktober 1940; † 4. September 2014 in Wien) war ein österreichischer Jurist und Richter.

## Leben und Wirken
Ekkehard Schalich war Senatspräsident des österreichischen Obersten Gerichtshofs und Vorsitzender des versicherungsrechtlichen Senates. Zuvor war er als Richter am Obersten Gerichtshof tätig. Er wurde mit Ablauf des 31. Dezembers 2005 in den Ruhestand versetzt.
Von 2001 bis 2007 war er auch Vorsitzender des Bundeskommunikationssenat. Dieser wurde damals als neue Kontrollinstanz für Medienbelange in Österreich errichtet.
Er war von 2006 bis 2001 der erste Vorsitzende der „Rechtsservice- und Schlichtungsstelle für Versicherungssachen“ des Fachverbandes der Versicherungsmakler.
Schalich wurde auf dem Pfarrfriedhof Kahlenbergerdorf bei Wien bestattet.

## Auszeichnung
2005  wurde ihm das Goldene Ehrenzeichen für Verdienste um die Republik Österreich verliehen.

## Publikationen
- (mit Hg. Klaus G Koban, Gunther Riedlsperger) Die Zukunft des Versicherungsmaklers, LexisNexis ARD ORAC 2007; ISBN 3700736347